# Ulica Kuśnierska w Elblągu
Ulica Kuśnierska (do 1945 niem. Küerchnerstrasse) – ulica na elbląskim Starym Mieście, biegnąca pomiędzy Starym Rynkiem a ul. Wodną. 

## Historia
Pierwotnie znana jako ul. Mnichów (Mönchstrasse) ponieważ biegła wzdłuż murów klasztoru dominikanów. W przeszłości dochodziła przez bramę Tobiasza do rzeki Elbląg, gdzie stała wieża zwana Wagą, jednak do XIX wieku bramę zamurowano pozostawiając furtę. Przed 1945 przedłużeniem na wschód była ulica Sukiennicza (Wollweber strasse). Obecna nazwa, jak i wcześniej niemiecka pochodzą od kuśnierzy, którzy osiedlili się tu po 1606. 
W 1945 zabytkowa zabudowa ulicy, w dużej części szachulcowa, uległa zniszczeniu, do współczesności dotrwał tylko kompleks Kościoła Najświętszej Marii Panny, obecnie mieszczący Galerię EL.